# Oncosfera

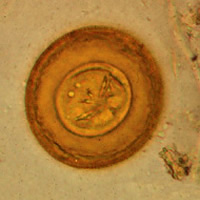
Oncosfera

La oncosfera o hexacanto es un estado larvario de los cestodos. Esta larva es ciliada, esférica, y está provista de tres pares de ganchos; se encuentra contenida en la envoltura embrionaria externa del huevo. Es el primer estado diferenciado en los ciclofilídeos. El conjunto de la oncosfera y el embrióforo se denomina coracidio.